# 甲斐透
甲斐 透（かい とおる）は、日本のライトノベル作家である。兼業作家。小説ウィングス'00年冬号にて、「月の光はいつも静かに」（新書館）でデビュー。漫画原作者としても活動。

## 作品リスト
小説
- エフィ姫と婚約者（新書館ウィングス文庫）全1巻
- 金色の明日シリーズ（新書館ウィングス文庫）全2巻
- 双霊刀あやかしシリーズ（新書館ウィングス文庫）全2巻
- かりん 増血記（原作影崎由那、富士見ミステリー文庫) 全9巻
- かりん 増血記 恥じらいダイアリー（原作影崎由那、富士見ミステリー文庫) 全2巻
- 真・女神転生III-NOCTURNEアンソロジー（原作アトラス、共著富士見ミステリー文庫) 全1巻
- ペルソナ・アナザービジョン 明日出会う自分へ（原作アトラス、DNAノベルス）全1巻

漫画原作
- 恋愛中毒的仙術師（作画川添真理子、新書館ウィングスコミックス）全7巻
- 走り蜘蛛のソーン　カテアの呪石（作画川添真理子、 新書館ウィングスコミックス）
- 遊星戦姫グリーンエンジェル（作画川添真理子、新書館ウンポココミックス）